# Le Juge et l'Assassin
Le juge et l'assassin (bra O Juiz e o Assassino) é um filme de comédia dramática francês de 1976, dirigido por Bertrand Tavernier, com roteiro de Jean Aurenche, Pierre Bost e do próprio diretor baseado na vida do serial killer Joseph Vacher.

## Elenco principal
- Philippe Noiret .... juiz Rousseau
- Michel Galabru .... sargento Joseph Bouvier
- Isabelle Huppert .... Rose
- Jean-Claude Brialy .... advogado Villedieu
- Renée Faure .... Madame Rousseau
- Cécile Vassort .... Louise Leseuer